# Gorenje (kemija)
Gorenje je eksotermna kemijska reakcija med gorivom in oksidacijskim sredstvom, v večini primerov je to kisik iz zraka. Gorljiv material mora biti segret na vžigno temperaturo. Do pričetka gorenja lahko pride zaradi samodejnega vžiga gorljivega materiala ali zaradi zunanjega vira vžiga.
Pri gorenju se sproščata toplota in/ali svetloba. Gorenje je lahko popolno ali nepopolno.